# Phaseolus galactoides
Phaseolus galactoides är en ärtväxtart som först beskrevs av Martin Martens och Henri Guillaume Galeotti, och fick sitt nu gällande namn av Marechal och Al. Phaseolus galactoides ingår i släktet bönor, och familjen ärtväxter. Inga underarter finns listade i Catalogue of Life.